# جون باركر (مخترع)
جون باركر (بالإنجليزية: John Parker) هو صناعي ومخترِع أمريكي، ولد في 1827 في نورفولك في الولايات المتحدة، وتوفي في 4 فبراير 1900.